# 基泰工程司
基泰工程司（英語：Kwan, Chu and Yang Architects）是关颂声于1920年在天津创办的建筑事务所，也是近代中国人自己创办的最大的建筑事务所，主要合伙人包括关颂声、朱彬（关之妹夫）、杨廷宝、杨宽麟四人。

## 沿革
基泰工程司的总部最初位于天津法租界的基泰大楼。1924年，关颂声开始与朱彬合办基泰工程司。后来，杨廷宝、杨宽麟、关颂坚（关颂声五弟）也陆续成为了基泰合伙人。1927年后基泰南迁，总所迁往南京中华路青年会。关颁声与杨廷宝坐镇南京，朱彬和杨宽麟则坐镇上海。抗日战争爆发后，总所于1938年又迁往重庆。1941年，平津所主任关颂坚自作主张将天津基泰大楼转卖，引其他合伙人不满后退出，改由张镈执掌平津所。此外，基泰还曾在昆明、广州等地设有办事处。
1949年后，大陆的基泰工程司解散，朱彬、关颂声分别前往香港、台湾继续开办基泰工程司；其中，朱彬創立的分支曾有份競投崇基學院建築設計。

## 作品
基泰工程司的主要作品包括天津的基泰大楼、永利工业公司大楼、中原公司大楼、大陆银行大楼，上海的大新公司大楼、大陆银行大楼、中山医院，南京的中央体育场、国立中央医院、谭延闿墓、金陵大学图书馆，重庆中央银行等。